# Herbert Meinhard Mühlpfordt
Herbert Meinhard Mühlpfordt (né le 31 mars 1893 à Königsberg et mort le 9 octobre 1982 à Lübeck) est un médecin, historien local et écrivain allemand. Comme aucun autre, il témoigne de l'héritage culturel de la capitale provinciale de la Prusse-Orientale.

## Biographie
Fils du dentiste Meinhard Mühlpfordt et de sa femme Clara née Adloff, Mühlpfordt étudie au Collegium Fridericianum de Mühlpfordt. Après avoir obtenu son diplôme d'études secondaires, il étudie la médecine, la littérature et l'histoire de l'art à l'Albert-Ludwigs-Universität Freiburg (1912), à l'Université de Munich (1912/13) et à l'Université de Königsberg (1913/14). Peu de temps après le déclenchement de la Première Guerre mondiale, il s'engage comme volontaire le 17 août 1914. Démobilisé le 31 décembre 1918 seulement, il reprend ses études en 1919. Après des semestres intermédiaires et l'examen d'État en mars 1920, il obtient son doctorat en avril 1920. Après deux ans à la Charité, il s'installe à Allenstein en 1922. De 1929 à 1937, il est chef du département de dermatologie à l'hôpital Sainte-Marie d'Allenstein. En 1937, il ouvre son propre cabinet médical à Königsberg. Pendant la Seconde Guerre mondiale, il sert comme médecin du personnel et médecin du personnel supérieur dans la Wehrmacht. Libéré en 1944 pour raisons de santé, il est médecin réfugié à Pillau et sur la Frischen Spit de janvier à avril 1945. Il y est témoin de la fuite et de l'évacuation de la population civile et de l'effondrement de la force combattante lors de la bataille de Prusse-Orientale. Six jours après la reddition de la forteresse de Königsberg, Mühlpfordt s'enfuit à Wismar lors de l'opération Hannibal. En mai 1945, il ouvre un cabinet de médecine interne à Lübeck, qu'il dirige jusqu'en 1959. Mühlpfordt vit à Königsberg pendant 52 ans et à Lübeck pendant 38 ans.
En tant qu'amoureux de la nature et de l'art et en tant qu'alpiniste passionné, Mühlpfordt voyage beaucoup. Il écrit onze livres et plus de 200 essais et articles pour des journaux et des magazines sur les études régionales de la Prusse-Orientale et de la Prusse-Occidentale, en particulier sur la documentation de l'histoire culturelle et de l'histoire intellectuelle de Königsberg. Il écrit de nombreux articles dans l'Ostpreußenblatt, notamment sur le théâtre de Königsberg. Son roman Der goldene Ball donne un aperçu de la vie wilhelmine dans la société de Königsberg vers 1900. Le plus connu aujourd'hui est probablement son Stadtlexikon, auquel Robert Albinus se réfère dans de nombreux articles de son lexique. Ses contributions culturelles et historiques au "Königsberg Rococo" éclairent le siècle oublié et incomparable de Königsberg (de). Les huit esquisses sont publiées par Peter Wörster (de) et la J. G. Herder-Bibliothek Siegerland à l'occasion du jubilé de doctorat de diamant de Mühlpfordt. Mühlpfordt partage un amour particulier pour ETA Hoffmann avec Otto Besch (de). Dans la période d'après-guerre en Allemagne, il est impliqué dans le groupe de travail de Göttingen.

## Honneurs
- Membre de la Commission historique pour la recherche d'État de Prusse-Orientale et Occidentale (1969)
- Insigne d'or d'honneur de l'équipe d'État de Prusse-Orientale (1970)
- Médaille du citoyen de Königsberg (de) (1977)

## Publications (sélection)
- Unsterbliches Königsberger Schloß. Zehn Essays, herausgegeben von Peter Wörster. Frankfurt am Main 2004,  (ISBN 978-3-631-39916-3)
- Welche Mitbürger hat Königsberg öffentlich geehrt? Würzburg 1963
- Königsberger Skulpturen und ihre Meister 1255–1945 (= Ostdeutsche Beiträge aus dem Göttinger Arbeitskreis 46). Würzburg 1970 (Digitalisat).
- Königsberg von A bis Z. Ein Stadtlexikon, 2. Auflage. München 1976,  (ISBN 3761200927)
- Tiergeschichten: Von Elchen, Karnickeln, Spatzen und Hunden. Wuppertal, o. J. (1973?),  (ISBN 3874343340)
- Der goldene Ball. Ein Familienroman unserer Zeit. Mannheim 1977,  (ISBN 3808312785)
- Ostpreußische Märchen. Was die Sonnenstrahlen erzählten und noch mehr fürs Kinderherz.
- Königsberger Leben im Rokoko. Bedeutende Zeitgenossen Kants, hrsg. von Peter Wörster. Herder-Bibliothek Siegerland, Siegen 1981
- Gespenster Geschichten. Wuppertal 1976
- Königsberger Leben in Bräuchen und Volkstum, um 1980
- Der Siegener Bildhauer Johann Friedrich Reusch – Leben und Werk. Zum 75. Todestag am 15. Oktober 1981. Siegerland, um 1981